# Linia kolejowa Ülemiste – Muuga
Linia kolejowa Ülemiste – Muuga – linia kolejowa w Estonii łącząca stacje Ülemiste ze ślepą stacją Muuga. Linia obsługuje Port Muuga. 
Linia na całej długości jest niezelektryfikowana i jednotorowa.